# Idaea nibseata
Idaea nibseata là một loài bướm đêm trong họ Geometridae.